# Akava'ine
Akava'ine je riječ na rarotonškom jeziku, kojim govore Maori s Cookovog otočja, a koja se od 2000-ih odnosi na transrodne ljude maorskog porijekla s Cookovog otočja.
To je vjerojatno stari običaj, ali ima suvremeni identitet na koji utječu drugi Polinežani, kroz međukulturnu interakciju Polinežana koji žive na Novom Zelandu, posebno samoanske "Fa'afafine", transrodnih ljudi koji zauzimaju posebno mjesto u samoanskom društvu.

## Pojmovi i etimologija
Prema maorskom rječniku Cook Islands (1995.), 'akava'ine je prefiks aka ("biti ili se ponašati kao") i va'ine ("žena"), ili jednostavno, "ponašati se kao žena". (Antonim: 'akatāne ("ponašaj se muški ili muško").)
Whakawahine, riječ novozelanskih Maora, ima paralelno značenje.
Prema Alexeyeffu, Akava'ine je riječ za žene koje imaju napuhano mišljenje o sebi, skreću pozornost na sebe na način koji narušava grupnost, ne slušaju savjete drugih ili koje djeluju samopromotivno.
Ponekad se riječ laelae također koristi obično kada implicira kritiku ili ismijavanje ženstvenog ponašanja koje pokazuje muškarac, na primjer kad se opisuje ženstvenim ili homoseksualnim. Laelae je kolokvijalni pojam Cookova otoka, sličan riječi raerama koja se koriste na Tahitiju.
Riječ tutuva'ine (što znači "poput žene") koristi se rjeđe i obično se odnosi na cross-dressere ili drag-kraljice.
Homoseksualnost je na Cookovim otocima za muškarce ilegalna, ali na pacifičkim otocima postoji transrodni pokret za dekriminalizaciju LGBT prava.

## Povijest
Otočani s Tihog oceana imaju dugu povijest integracije, autoriteta, poštovanja i prihvaćanja osoba s rodnim varijacijama. Nakon dolaska engleskih misionara tijekom 19. stoljeća, to se brzo počelo mijenjati.
Marshall (1971: 161) negirao je da su na Mangaiji na Cookovim otocima bili "homoseksualci", dok je procjenjivao da su na Mangaii dva ili tri berdachea "muškarca koji uživaju u ženskom poslu, možda su ženske građe i, do neke se mjere, mogu oblači poput žene "(Marshall 1971: 153). "Ne postoji socijalno neodobravanje indikacija transvestizma". Dječaci i muškarci koje je primijetio uživali su i isticali se u ženskom poslu i koji su "često pozvani da pomažu u kuhanju, gozbama, šivanju jastučnica i izrezivanju haljina i uzoraka haljina" i "ne pokazuju očitu želju za muškim seksualnim partnerima".
Beaglehole (1938: 287) piše:
Gotovo dva desetljeća kasnije Beaglehole (1957: 191) je napisao:

## Suvremena kultura
Krajem 1990-ih, pojam laelae, posuđivanje iz Tahitian raerae ili Rae rae, bio je najčešće korišten izraz za opisivanje "tradicionalnih" transrodnih kategorija i pojedinaca za koje se smatra da su "homoseksualci".
Čini se da se maorska riječi "'Akava'ine" tek odnedavna rabi za transrodnu osobu, jer nema dokaza o tome kao o utvrđenoj rodnoj ulozi u društvu Māori na Cookovim otocima: nije dokumentirana u raznim detaljnim pisanim susretima Māori ljudi tijekom pretkršćanskog vremena do sredine kasnih 1800-ih ili početka 1900-ih, iako su ovi zapisi gotovo svi zapadnjaci i misionari koji su bili homofobični i transfobični. Suprotno tome, transrodni ljudi spominju se u zapisima o Samoi (Fa'afafine ), na Tahitiju i Havajima (Māhū).
Homoseksualnost je na Cookovim otocima zabranjena za muškarce, dok žene mogu imati homoseksualne odnose.
Neki ' akava'ine sudjeluju u izradi tivaevae (popluna), tradicionalnoj aktivnosti žena iz zajednice.
Udruga Te Tiare Inc (TTA) formalno je osnovana 30. studenoga 2007. na Visokom sudu u Rarotongi; organizacija osnovana da okuplja akava'ine na Cookovim otocima, kako bi ih pomogla njegovati, ojačati i educirati kako bi mogli pomoći sami sebi. Dana 21. lipnja 2008., službeno je pokrenuto udruženje Te Tiare i pokrenuto partnerstvo između udruženja Te Tiare i Zaklade za pomoć Pacifičkim otocima.

## Poveznice
- Prava LGBT osoba na Cookovim otocima